# Zyzzogeton quadrimaculata
Zyzzogeton quadrimaculata är en insektsart som beskrevs av Nielson et Godoy 1995. Zyzzogeton quadrimaculata ingår i släktet Zyzzogeton och familjen dvärgstritar.
Artens utbredningsområde är Costa Rica. Inga underarter finns listade i Catalogue of Life.